# 黄心夜合
黄心夜合（学名：Michelia martinii），为木兰科含笑属下的一个植物种。